# Neoserica baryca
Neoserica baryca är en skalbaggsart som beskrevs av Brenske 1901. Neoserica baryca ingår i släktet Neoserica och familjen Melolonthidae. Inga underarter finns listade i Catalogue of Life.